# Cellou Dalein Diallo
Pour les articles homonymes, voir Diallo.
Cellou Dalein Diallo (), né le 3 février 1952 à Labé, est un homme d'État guinéen. Il est Premier ministre de décembre 2004 à avril 2006.
Cellou Dalein Diallo est président de l’Union des forces démocratiques de Guinée (UFDG) depuis 2007 et candidat à l'élection présidentielle de 2010, qu'il perd au second tour face à Alpha Condé.

## Situation personnelle

### Origines
Cellou Dalein Diallo est né à Labé. Il est d'ethnie peul.

### Carrière d'économiste
Diplômé de l’École nationale d’administration de Guinée (Conakry), Cellou Dalein Diallo a rapidement intégré la Banque guinéenne du commerce extérieur, actuelle Banque centrale de la république de Guinée, en qualité de chef du bureau d’études.
Il a par la suite rejoint la Banque centrale de Guinée au poste de directeur du Département de la comptabilité et du budget puis de directeur général des Affaires économiques et monétaires.
Par la suite, il est promu administrateur général adjoint de l’ACGP (Administration et contrôle des grands projets), entité rattachée à la présidence de la République chargée de veiller à l’exécution diligente des projets de développement.

## Parcours politique

### Débuts
Cellou Dalein Diallo est le ministre guinéen à la plus grande longévité sous la Seconde République. Considéré comme un homme de dossier, il dispose d'une crédibilité certaine au niveau des instances financières internationales comme le FMI ou la Banque mondiale.
En effet, de juillet 1996 à avril 2006, il a tour à tour occupé les postes de ministre des Transports, des Télécommunications et de l'Environnement, de ministre de l'Équipement (Transport, Travaux publics, Télécommunications et Environnement), de ministre des Travaux publics et des Transports, de ministre de la Pêche et de l'Aquaculture.

### Premier ministre
Le 9 décembre 2004, Cellou Dalein Diallo est nommé Premier ministre, prenant le poste laissé vacant pendant huit mois à la suite du départ en exil de François Louceny Fall. Le 4 avril 2006, la radio guinéenne informe ses auditeurs que Cellou Dalein Diallo va recevoir des pouvoirs étendus, mais le programme est vite interrompu par des militaires. Le lendemain, le président Conté démet Diallo de toutes ses fonctions pour « faute grave ». Il est remplacé par le ministre d’État aux Affaires présidentielles, Fodé Bangoura, en mai 2006.
En novembre 2007, Cellou Dalein Diallo est élu président de l'Union des forces démocratiques de Guinée.

### Élection présidentielle de 2010

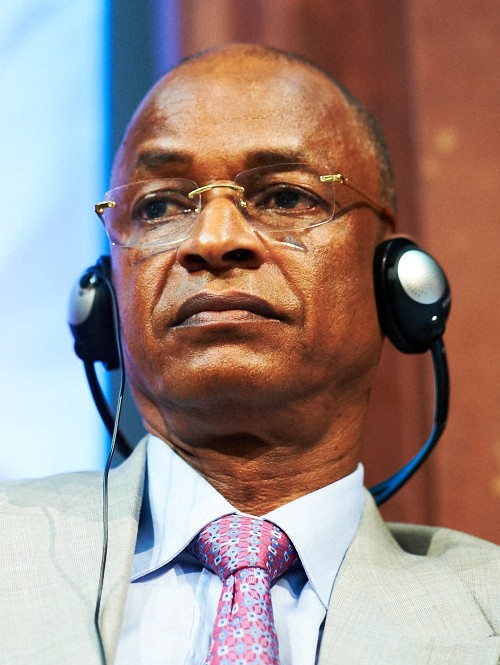
Cellou Dalein Diallo en 2011.

Blessé lors du massacre du 28 septembre 2009, Cellou Dalein Diallo est candidat à l'élection présidentielle de l'année suivante. Il arrive en tête au premier tour avec 43,69 % des voix, devant Alpha Condé, mais s'incline au second avec 47,48 % des voix dans des élections qui ont connu de nombreuses violences. Cellou Dalein Diallo reconnaît immédiatement les résultats des élections et appelle à l'arrêt des violences qui suivent l'annonce de sa défaite,.

### Élection présidentielle de 2015
Cellou Dalein Diallo est à nouveau candidat, sans succès, lors de l'élection présidentielle de 2015.

### Député à l'Assemblée nationale

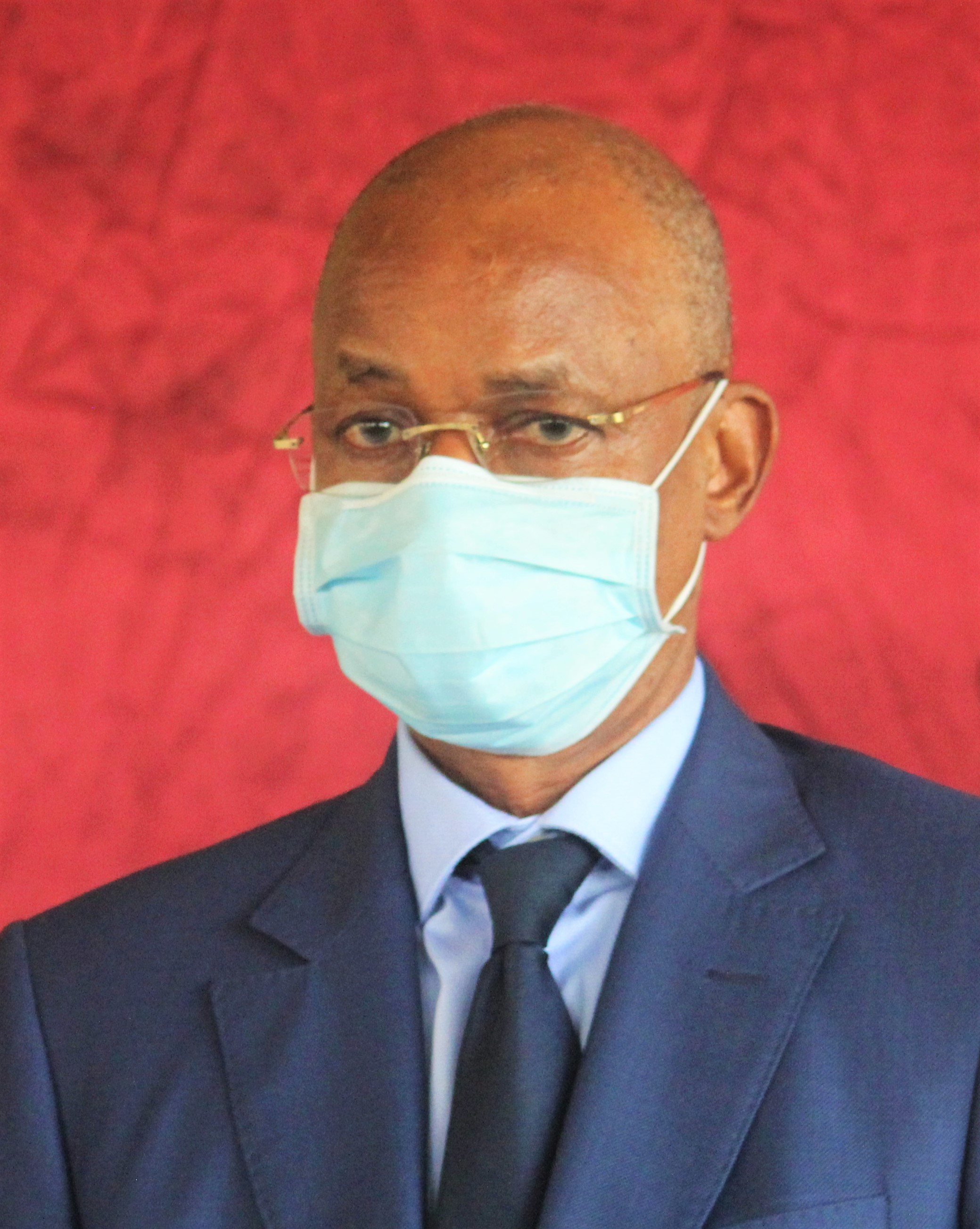
Cellou Dalein Diallo durant la pandémie de Covid-19.

En septembre 2013, Cellou Dalein Diallo est élu député lors des élections législatives aux termes desquelles, son parti, l’UFDG, obtient 37 sièges sur 114.
En avril 2014, l'UFDG adhère à l'Internationale libérale et Cellou Dalein Diallo devient l'un des 66 vice-présidents honoraires de l'organisation.
En mai 2017 à Andorre, il est élu au bureau exécutif de l'Internationale libérale, à la fonction de deuxième vice-président.

### Élection présidentielle de 2020
Cellou Dalein Diallo est candidat à l'élection présidentielle du 18 octobre 2020. Le lendemain du premier tour, Cellou Dalein Diallo se proclame vainqueur et dénonce des fraudes. Le 21, la police et l'armée encerclent le domicile de Diallo et le 24, la Commission électorale annonce la victoire d'Alpha Condé dès le premier tour avec 59,49 % des voix contre 33,5 % à Diallo. Le 7 novembre, la Cour constitutionnelle rejette les recours de quatre autres candidats, dont Cellou Dalein Diallo, et proclame Alpha Condé élu pour un troisième mandat.

### Après l'élection présidentielle
Après le coup d'État de septembre 2021, Diallo se félicite du renversement d'Alpha Condé.
En février 2022, une enquête pour corruption est ouverte. Lors de la privatisation de la compagnie aérienne nationale Air Guinée, Cellou Dalein Diallo, en tant que ministre des Transports de l'époque, est soupçonné d'avoir vendu à bas prix la compagnie aérienne et de s'être enrichi dans cette vente. Pour Cellou Dalein Diallo, c'est le ministère des Finances qui a fixé le prix de vente d'Air Guinée.
Diallo quitte la Guinée en mars 2022. En juin puis en juillet 2022, il est convoqué auprès de la Cour de répression des infractions économiques et financières pour l'affaire « Air Guinée ». Il ne se présente à aucune de ces convocations,. Il est inculpé dans cette affaire par la CRIEF pour « corruption, détournement de deniers publics, blanchiment de capitaux, enrichissement illicite » en mars 2025.

## Prix et reconnaissance
- 2022 : Africa Freedom Speech and Award de la fondation Friedrich-Naumann[20],[21].